# Yoro (miasto)
Yoro – miasto w północno-zachodnim Hondurasie, położone na wyżynie na wysokości 560 m n.p.m., w pobliżu źródeł rzeki Aguán. Ludność: 14,1 tys. (2001). Ośrodek administracyjny departamentu Yoro.
Miasto powstało prawdopodobnie w 2. połowie XVII wieku. Obecnie jest niewielkim ośrodkiem przemysłowym i handlowym dla otaczającego go regionu rolniczego uprawy kawy, tytoniu, hodowli bydła i pozyskiwania drewna. Przez miasto przebiega ważna droga łącząca San Pedro Sula z La Ceiba i Trujillo. W mieście znajduje się ponadto port lotniczy Yoro.
Na południe od miasta znajduje się park narodowy Montaña de Yoro.